# 明日は遠く
「明日は遠く」はエルヴィス・プレスリーのコンピレーション・アルバム。

## 解説
1966年5月から1968年1月に映画とは無関係に録音され、サウンド・トラックのボーナスソングやシングルとして発表されていた曲を収録。
1966年6月10日録音の「毎日がクリスマスなら」と1967年9月11日録音の「ユール・ネヴァー・ウォーク・アローン」「ウィ・コール・オン・ヒム」の3曲はクリスマス・ソング、ゴスペルであるためか収録されていない。
収録曲の録音場所は全てナッシュビルのRCAスタジオBである。
ボブ・ディランはエルヴィスの「明日は遠く」をこの曲のカバーの中で最も気に入っていると語っており、私の宝物だとコメントしている。
この曲は、ディラン自身のものとしては正式には録音されておらず、『グレーテスト・ヒット第2集 (アルバム)』で1963年のライヴ・バージョンが発表されているのみである。
エルヴィスは当時よく聴いていたオデッタのアルバム“Odetta Sings Dylan”でこの曲を覚えたという。
「ギター・マン」はエルヴィスがラジオで聴いて気に入り、カバーすることを望んでいたが、ジェリー・リードのようなギターを再現出来なかったため、ついにジェリー・リード本人を呼ぶことにした。
釣り旅行中だったジェリー・リードがスタジオにやってきた時には、リードは1週間ほど髭を剃っておらず、古い泥だらけの服を着て現れ、フェルトン・ジャーヴィスによるとアラバマの野生人のように見えたため、エルヴィスは驚いたという。
「ギター・マン」はフェードアウトして終わるが、エルヴィスはこの後に続けて「ホワッド・アイ・セイ」を歌っており、そのバージョンは『フロム・ナッシュヴィル・トゥ・メンフィス ジ・エッセンシャルズ60’sマスターズ』で発表されている。
「ギター・マン」と「ビッグ・ボス・マン」の録音後、ジェリー・リードに「ギター・マン」の版権を譲るよう交渉が行われたがリードはそれを拒否したためビジネス上のトラブルが起き、リードは帰ってしまった。
1968年1月のセッションでリードは呼び戻され録音に参加し、自作曲の「アメリカ魂」を提供している。
チャック・ベリーのカバーである「モンキー・ビジネス」では歌詞の横浜の部分をヴェトナムに変えて歌っており、時代を反映している。
「いつも夢中」と「アイル・リメンバー・ユー」は『フロム・ナッシュヴィル・トゥ・メンフィス ジ・エッセンシャルズ60’sマスターズ』と同様、オリジナル・リリースとは異なるテイク、またはバージョン（「アイル・リメンバー・ユー」は間奏等を含む、未編集のロング・バージョン）が収録されている。
「ラヴ・レター」のセッションではフロイド・クレイマーの到着が遅れたため、デヴィッド・ブリッグス(David Briggs)が代わりにピアノを弾き、
フロイド・クレイマーが到着してもエルヴィスはデヴィッド・ブリッグスにピアノを弾いてもらうように希望したため
彼がそのままピアノを担当したが、1970年にデヴィッド・ブリッグスの希望で再録音され『ラヴ・レター・フロム・エルヴィス』に収録された。

## 収録曲
| Track | 録音日     | 邦題                             | 曲名                     | 作曲者                      | 時間 |
| ----- | ---------- | -------------------------------- | ------------------------ | --------------------------- | ---- |
| 1.    | 68/1/15    | モンキー・ビジネス               | Too Much Monkey Business | チャック・ベリー            | 2:32 |
| 2.    | 67/9/10    | ギター・マン                     | Guitar Man               | Jerry "Reed" Hubbard        | 2:17 |
| 3.    | 66/5/25    | 明日は遠く                       | Tomorrow Is A Long Time  | ボブ・ディラン              | 5:22 |
| 4.    | 68/1/16    | アメリカ魂                       | U.S. Male                | Jerry "Reed" Hubbard        | 2:43 |
| 5.    | 67/9/10    | ビッグ・ボス・マン               | Big Boss Man             | Luther Dixon, Al Smith      | 2:52 |
| 6.    | 66/5/26    | ラヴ・レター                     | Love Letters             | Edward Heyman, Victor Young | 2:52 |
| 7.    | 66/6/10,12 | 青い涙                           | Indescribably Blue       | Darrell Glenn               | 2:49 |
| 8.    | 66/5/28    | 恋のあわてん坊                   | Fools Fall In Love       | Jerry Leiber, Mike Stoller  | 2:07 |
| 9.    | 67/9/11    | ハイ・ヒール・スニーカーズ       | Hi-Heel Sneakers         | Robert Higginbottham        | 4:33 |
| 10.   | 66/5/26    | 横丁を下って                     | Down In The Alley        | Jesse Stone, Clovers        | 2:49 |
| 11.   | 66/5/28    | いつも夢中                       | Come What May            | Franklin Tableporter        | 1:59 |
| 12.   | 67/9/10    | 私のもの                         | Mine                     | Roy C. Bennett, Sid Tepper  | 2:37 |
| 13.   | 67/9/10    | ジャスト・コール・ミー・ロンサム | Just Call Me Lonesome    | Rex Griffin                 | 2:06 |
| 14.   | 67/9/10    | 愛しているのに                   | You Don't Know Me        | Cindy Walker, Eddy Arnold   | 2:28 |
| 15.   | 67/9/11    | ステイ・アウェイ                 | Stay Away                | Sid Tepper, Roy C. Bennett  | 2:21 |
| 16.   | 67/9/11    | シンギング・トゥリー             | Singing Tree             | A.L. Owens, A.C. Solberg    | 2:18 |
| 17.   | 68/1/15    | ゴーイング・ホーム               | Going Home               | Joy Byers                   | 2:30 |
| 18.   | 66/6/10,12 | アイル・リメンバー・ユー         | I'll Remember You        | Kui Lee                     | 4:06 |

## 参加ミュージシャン

### 1966年5月25～28日セッション
- エルヴィス・プレスリー - Elvis Presley - ヴォーカル
- スコティ・ムーア - Scotty Moore - ギター
- チップ・ヤング - Chip Young - ギター
- ボブ・ムーア - Bob Moore - ベース
- ヘンリー・ストレゼレッキ - Henry Strzelecki - bass
- チャーリー・マッコイ - Charlie McCoy - ギター、ベース、ハーモニカ
- D.J.フォンタナ - D. J. Fontana - ドラム
- バディ・ハーマン - Buddy Harman - ドラム、ティンパニ
- フロイド・クレイマー - Floyd Cramer - ピアノ
- ヘンリー・スローター - Henry Slaughter - ピアノ、オルガン
- デヴィッド・ブリッグス - David Briggs - ピアノ、オルガン
- ピート・ドレイク - Pete Drake - スティールギター
- ルーファス・ロング - Rufus Long - サクソフォーン
- ブーツ・ランドルフ - Boots Randolph - サクソフォーン
- レイ・スティーヴンス - Ray Stevens - トランペット
- ザ・ジョーダネアーズ - The Jordanaires - バッキングヴォーカル
- ジ・インペリアルズ - The Jordanaires - バッキングヴォーカル
- ミリー・カーカム、ジューン・ペイジ、ドロレス・エドジン - Millie Kirkham, June Page, Dolores Edgin バッキング・ヴォーカル

### 1966年10月10日～12日セッション
- エルヴィス・プレスリー - Elvis Presley - ヴォーカル
- スコティ・ムーア - Scotty Moore - ギター
- チップ・ヤング - Chip Young - ギター
- ハロルド・ブラッドリー - Harold Bradley ギター
- ボブ・ムーア - Bob Moore - ベース
- D.J.フォンタナ - D. J. Fontana - ドラム
- バディ・ハーマン - Buddy Harman - ドラム、ティンパニ
- デヴィッド・ブリッグス - David Briggs - ピアノ
- ヘンリー・スローター - Henry Slaughter - オルガン
- ピート・ドレイク - Pete Drake - スティールギター
- ルーファス・ロング - Rufus Long - サクソフォーン
- ザ・ジョーダネアーズ - The Jordanaires - バッキングヴォーカル
- ジ・インペリアルズ - The Jordanaires - バッキングヴォーカル
- ミリー・カーカム、ジューン・ペイジ、ドロレス・エドジン - Millie Kirkham, June Page, Dolores Edgin バッキング・ヴォーカル

### 1967年9月10日～11日セッション
- エルヴィス・プレスリー - Elvis Presley - ヴォーカル
- フロイド・クレイマー - Floyd Cramer - ピアノ
- ホイト・ホーキンス - Hoyt Hawkins - オルガン
- チャーリー・マッコイ - Charlie McCoy - オルガン、ギター、ハーモニカ
- ブーツ・ランドルフ - Boots Randolph - サクソフォーン
- ピート・ドレイク - Pete Drake - スティールギター
- ザ・ジョーダネアーズ - The Jordanaires - バッキングヴォーカル
- ミリー・カーカム - Millie Kirkham バッキング・ヴォーカル
- スコティ・ムーア - Scotty Moore - ギター
- ジェリー・リード - Jerry Reed - ギター
- ハロルド・ブラッドリー - Harold Bradley ギター
- チップ・ヤング - Chip Young - ギター
- ボブ・ムーア - Bob Moore - ベース
- D.J.フォンタナ - D. J. Fontana - ドラム
- バディ・ハーマン - Buddy Harman - ドラム

### 1968年1月15日～17日セッション
- エルヴィス・プレスリー - Elvis Presley - ヴォーカル
- スコティ・ムーア - Scotty Moore - ギター
- ジェリー・リード - Jerry Reed - ギター
- チップ・ヤング - Chip Young - ギター
- ボブ・ムーア - Bob Moore - ベース
- D.J.フォンタナ - D. J. Fontana - ドラム
- バディ・ハーマン - Buddy Harman - ドラム
- フロイド・クレイマー - Floyd Cramer - ピアノ
- ピート・ドレイク - Pete Drake - スティールギター
- チャーリー・マッコイ - Charlie McCoy - ハーモニカ
- ザ・ジョーダネアーズ - The Jordanaires - バッキングヴォーカル